# Ctenotrypauchen chinensis
A Ctenotrypauchen chinensis a csontos halak (Osteichthyes) főosztályának sugarasúszójú halak (Actinopterygii) osztályába, ezen belül a sügéralakúak (Perciformes) rendjébe, a gébfélék (Gobiidae) családjába és az Amblyopinae alcsaládjába tartozó faj.
Nemének egyetlen faja.

## Rendszertani eltérés
Murdy (2008: Ref. 078624), a korábban önálló fajként számon tartott Trypauchen taenia nevű taxont a Ctenotrypauchen chinensis Steindachner, 1867 szinonimájának tekintette. Későbbi kutatások bebizonyították, hogy igaza volt, és a két taxont összevonták.

## Előfordulása
A Ctenotrypauchen chinensis a Dél-kínai-tengerben honos, de a beleömlő folyótorkolatokba is beúszik.

## Megjelenése
A hím legfeljebb 11,8 centiméter hosszú. Hátúszóján 53-57 sugár, míg farok alatti úszóján 41-46 sugár látható. A farkában 23-25 csigolya van. Egy hosszanti sorban 48-66 pikkely látható.

## Életmódja
Ez a gébfaj a szubtrópusok sós-, brakk- és édesvizeiben is megtalálható; fenéklakó halfaj. Akár 70 méter mélyre is lemerül.